# 莫里斯敦 (南达科他州)
莫里斯敦（英語：Morristown），是美国南达科他州下属的一座城市。根据2010年美国人口普查，该市有人口67人。论人口在本州排行第260。